# Bivolărie, Suceava
Bivolărie (în germană Biwoleria, în engleză Bivolari, în ucraineană Біволеріє,  anterior Bivolăria Împărătească) este o localitate componentă a orașului Vicovu de Sus din județul Suceava, Bucovina, România. Populația localității Bivolărie este de 2959 locuitori.

## Obiective turistice

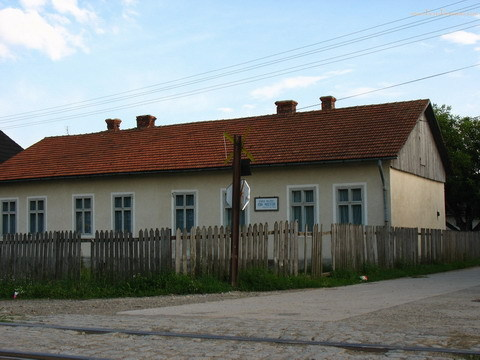
Casa memorială „Ion Nistor”